# James Reilly

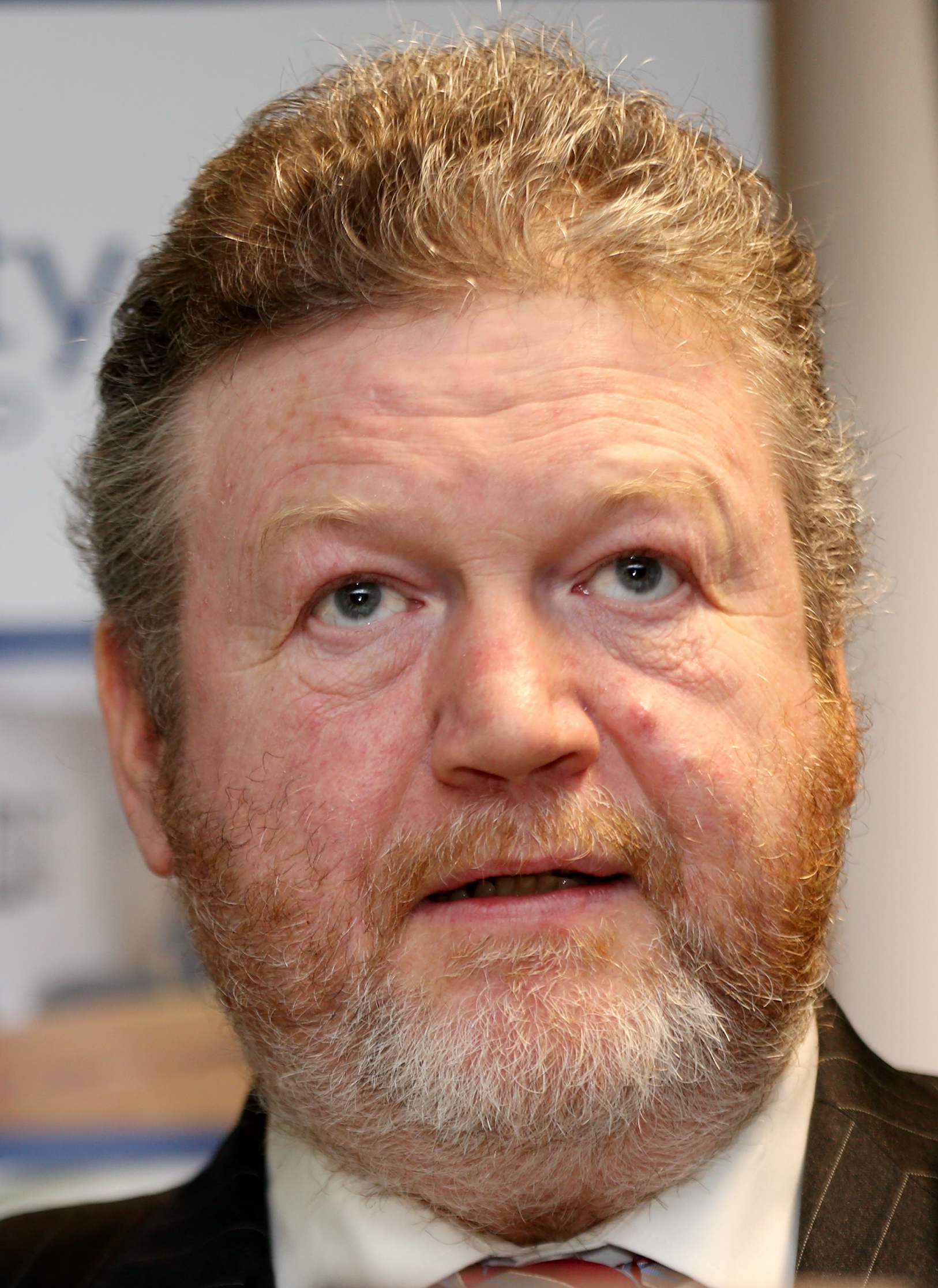
James Reilly (2014)

James Reilly (irisch Séamas Ó Raghallaigh, * 16. August 1955) ist ein irischer Politiker der Fine Gael.

## Leben
Reilly studierte nach dem Schulbesuch Medizin und nahm nach Beendigung des Studiums eine Tätigkeit als Praktischer Arzt auf. Darüber hinaus war er bis 2007 auch Präsident der Irish Medical Organisation.
Bei den Unterhauswahlen 2007 wurde er als Kandidat der Fine Gael erstmals zum Abgeordneten (Teachta Dála) in das Unterhaus (Dáil Éireann) gewählt und vertrat bis 2016 den Wahlkreis Dublin North. Von 2010 bis 2016 war er zudem Vize-Vorsitzender der Fine Gael.
Am 9. März 2011 berief ihn der neue Premierminister (Taoiseach) Enda Kenny nach der Bildung der Koalition aus Fine Gael und Irish Labour Party zum Gesundheitsminister in die irische Regierung, einen Posten, den er nach monatelanger öffentlicher Kritik an seiner Amtsführung bei der Kabinettsumbildung von 12. Juli 2014 an Leo Varadkar abgab, um bis zu seinem Ausscheiden aus dem Parlament bei der Wahl von 2016 das Ministerium für Kinderfragen zu übernehmen. Seit 2016 ist er Mitglied des Oberhauses (Seanad Éireann).